# Татурян, Шаге
Шаге́ Зати́к Татуря́н (арм. Շագէ Տատուրյան; 1911, г. Кюрин, Западная Армения (Турция) — 1990, Ереван, Армянская ССР, СССР) — писатель, политический деятель, активист французского движения Сопротивления, основоположник газеты «Жоговурд» (Франция).

## Биография
Долгие годы жил и работал в Париже. Со дня основания в 1943 году газеты «Жоговурд» был её редактором. В 1941—1945 гг. во Франции действовал Армянский национальный фронт. Эта нелегальная организация вела борьбу за освобождение Франции. Основателями Фронта были Шаге Татурян, Анри Мармарян, Месроп Асатурян и другие. Фронт вёл активную борьбу против фашистских оккупантов и даже смог открыть свои филиалы и других местах. Татурян — один из ответственных лиц радио Армении, в 1947-е годы уехавший на родину из Франции.